# Doce fino
O doce fino é um doce regional típico do Algarve. Este é feito de uma massa de amêndoa, açúcar e clara de ovo conhecido por massapão que pode ser recheado com fios de ovos. Quando feito a preceito é modelado e pintado à mão de forma a criar pequenos animais, frutas e legumes. 